# Manejo de material a granel

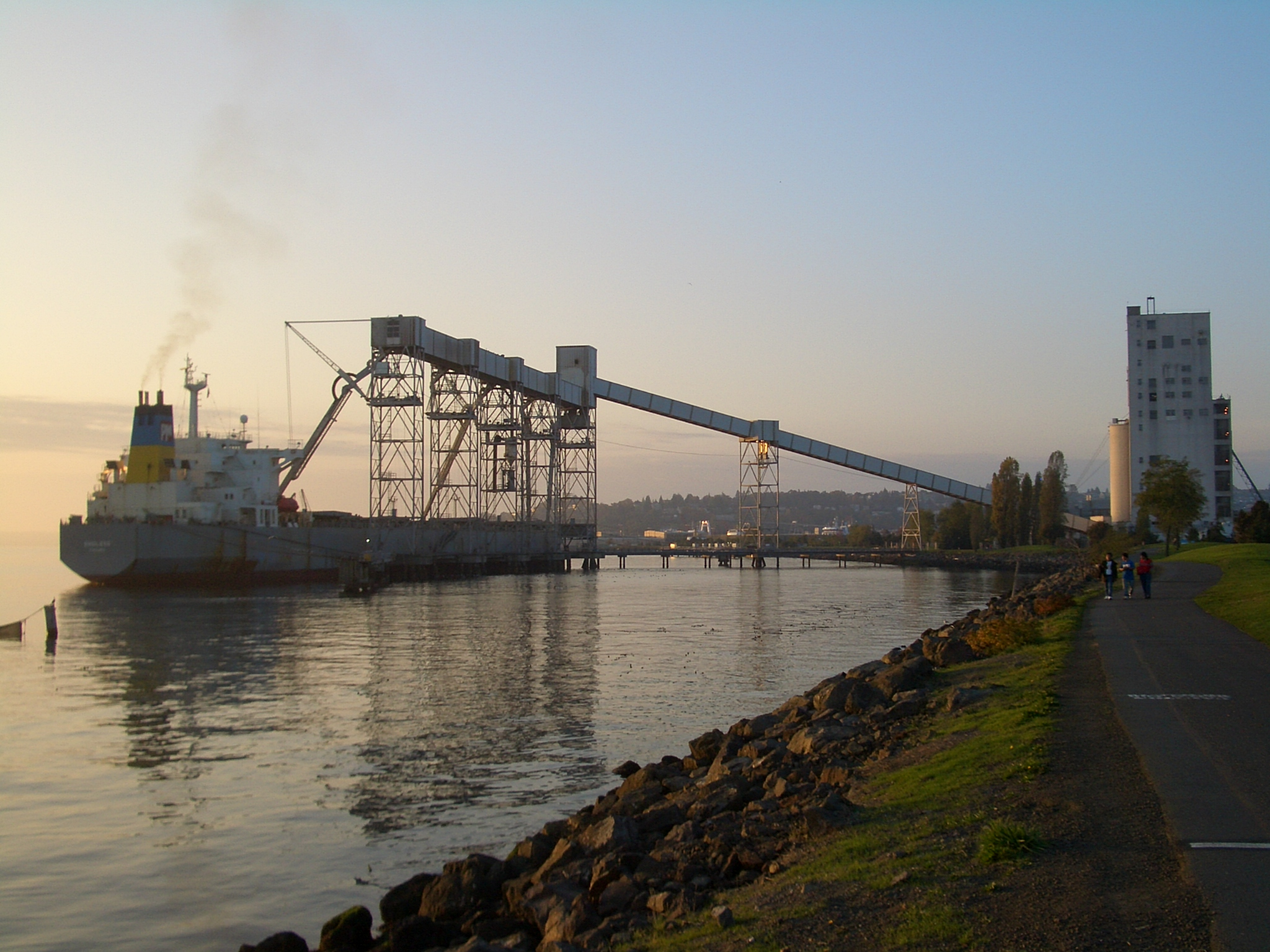
Un barco siendo cargado en el Puerto 86 de la terminal de granos en el puerto de Seattle.

El manejo de material a granel es un área dentro de la ingeniería que se centra en el diseño de equipos utilizados para transportar materiales tales como minerales, cereales, granos, etc. que tienen que ser transportados a granel. También puede estar relacionada al manejo de desperdicios varios.
Los sistemas para manejo de materiales generalmente están compuestos por elementos móviles de maquinaria tales como transportadores de banda, elevadores de cangilones, etc.
El propósito del manejo de material a granel es el de transportar material de uno o varios lugares hasta un destino final. Proveer de un sistema de almacenamiento, controles de inventario y algunos sistemas para realizar mezclas es usualmente una parte de los sistemas para manejo de materiales a granel.
Los sistemas para manejo de material a granel pueden ser encontrados en minas, puertos (para carga y descarga de cereales, minerales, etc) e industrias de procesamiento (como hierro, acero, refinerías, etc)